# Astrangia macrodentata
Espèce
Statut CITES
Astrangia macrodentata  est une espèce de coraux appartenant à la famille des Rhizangiidae.